# Río Verbena Fest
El Río Verbena Fest es un festival de música urbana, indie, pop y rock que se celebra anualmente en la ciudad gallega de Pontevedra (España) desde 2022.

## Historia
La primera edición del festival se celebró en el parque de Tafisa, muy cerca del paseo marítimo-fluvial de Pontevedra, el 24 de septiembre de 2022.
En 2023 el festival empezó a celebrarse en la explanada del Recinto Ferial de Pontevedra. La segunda edición tuvo lugar el 25 y 26 de agosto de 2023. En ese mismo año el festival fue finalista de los Iberian Festival Awards en la categoría de Mejor Nuevo Festival.
La tercera edición del Río Verbena Fest se celebró el 23 y 24 de agosto de 2024, reuniendo a 19.000 espectadores.

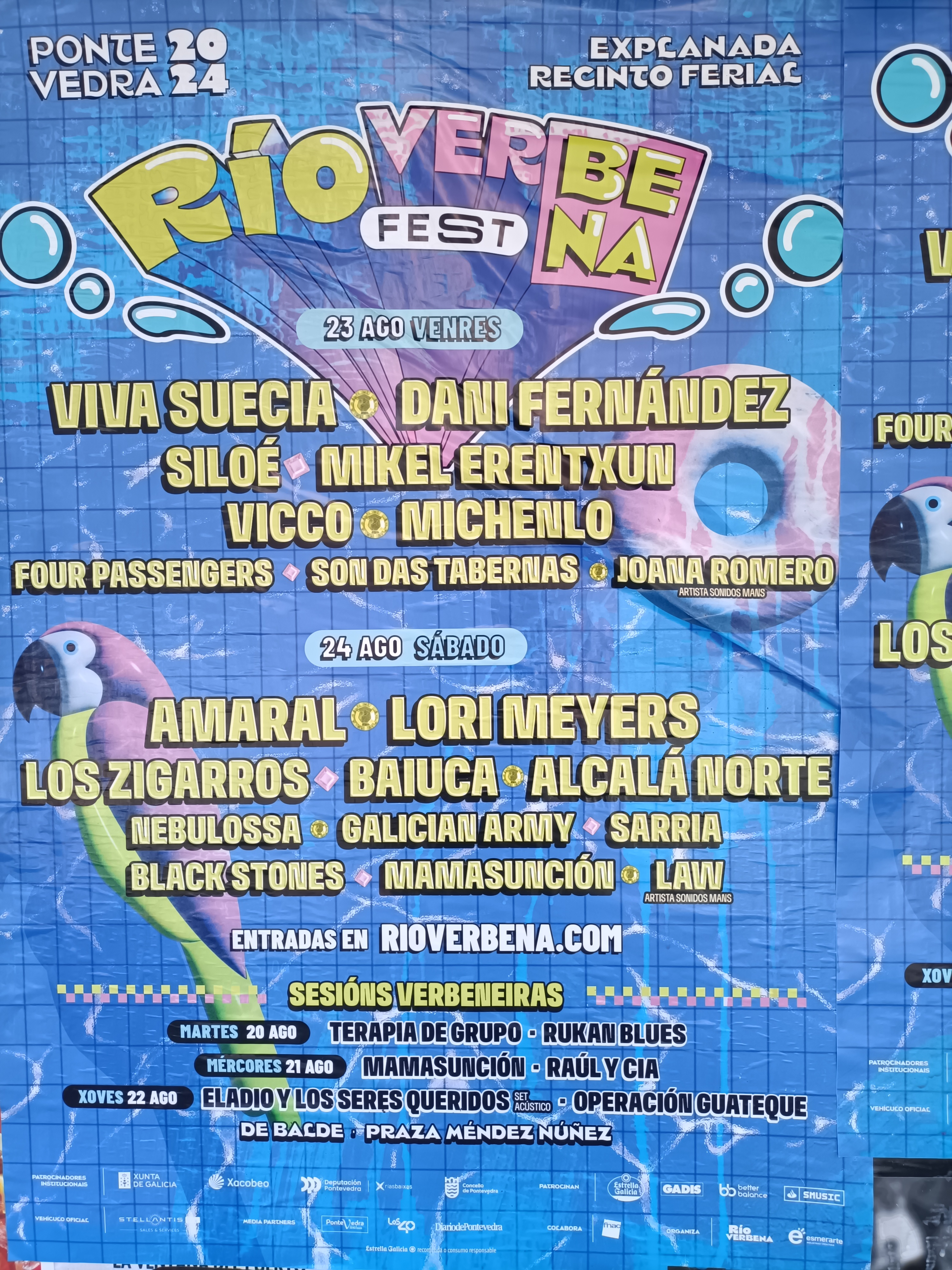
Cartel anunciador del festival 2024 en la Avenida de Augusto García Sánchez.

## Ediciones
2022
- Villano Antillano
- Hijos de la Ruina
- Sila Lúa
- Thom Archi
- Groove Amigos
- Ayax
- Maikel Delacalle

2023
- Trueno
- La Mosca Valiente
- SFDK
- O Rabelo
- Xoel López
- Vetusta Morla
- Dellafuente
- Desconcerto
- Leiva
- The Rapants
- Conductores Suicidas
- Marilia Monzón
- Galician Army

2024
- Vicco
- Mikel Erentxun
- Nebulossa
- Viva Suecia
- Siloé
- Amaral
- Lori Meyers
- Los Zigarros
- Michenlo
- Four Passengers
- Dani Fernández[20][21]
- Son das Tabernas
- Sarria
- Baiuca
- Alcalá Norte
- Galician Army
- Blackstones
- Mamasunción
- Joana Romero
- Law

2025
- Loquillo
- Coque Malla
- Andrés Suárez
- Pignoise
- Álvaro de Luna
- Efecto Pasillo
- Guateque Big Band
- Terapia de Grupo
- Nil Moliner
- Carlos Sadness
- YSY A
- Malmö 040
- Taïn
- Carla Lourdes
- Mamasunción
- DJ Sergio El Indio
- Xoel López[25][26]